# Sylviane Telliez
Sylviane Telliez z domu Marotel (ur. 20 października 1942 w Épinay-sur-Seine) – francuska lekkoatletka, sprinterka, wielokrotna medalistka halowych mistrzostw Europy, trzykrotna olimpijka.
Zajęła 8. miejsce w sztafecie 4 × 100 metrów i odpadła w półfinale biegu na 100 metrów na mistrzostwach Europy w 1966 w Budapeszcie.
Zwyciężyła w biegu na 100 metrów na igrzyskach śródziemnomorskich w 1967 w Tunisie.
Zdobyła zloty medal w biegu na 50 metrów na europejskich igrzyskach halowych w 1968 w Madrycie. Na igrzyskach olimpijskich w 1968 w Meksyku zajęła 8. miejsce w finale sztafety 4 × 100 metrów oraz odpadła w eliminacjach biegów na 100 metrów i na 200 metrów.
Zwyciężyła w sztafecie 4 × 1 okrążenie (sztafeta francuska biegła w składzie: Odette Ducas, Telliez, Colette Besson i Christiane Martinetto) oraz zdobyła srebrny medal w biegu na 50 metrów (za Ireną Szewińską) na europejskich igrzyskach halowych w 1969 w Belgradzie.  Na mistrzostwach Europy w 1969 w Atenach zajęła 8. miejsce w biegu na 100 metrów i 4. miejsce w sztafecie 4 × 100 metrów.
Zdobyła złoty medal w sztafecie szwedzkiej 1+2+3+4 okrążenia (w składzie: Telliez, Mireille Testanière, Besson i Nicole Duclos) oraz srebrny medal w biegu na 60 metrów (przegrywając tylko z Renate Stecher z NRD) na halowych mistrzostwach Europy w 1970 w Wiedniu. Na kolejnych halowych mistrzostwach Europy w 1971 w Sofii ponownie zdobyła srebrny medal w biegu na 60 metrów, również za Stecher. Zakwalifikowała się do półfinału biegu na 100 metrów na mistrzostwach Europy w 1971 w Helsinkach, lecz w nim nie wystąpiła wskutek odniesionej kontuzji. 
Zdobyła brązowy medal w biegu na 50 metrów na halowych mistrzostwach Europy w 1972 w Grenoble. Na igrzyskach olimpijskich w 1972 w Monachium odpadła w półfinale biegu na 20 metrów i ćwierćfinale biegu na 100 metrów.
Na halowych mistrzostwach Europy w 1973 w Rotterdamie zdobyła brązowy medal w biegu na 60 metrów. Był to jej szósty medal w biegu sprinterskim na tej imprezie. Na kolejnych halowych mistrzostwach Europy w 1974 w Göteborgu zajęła w tej konkurencji 8. miejsce. Zajęła 5. miejsce w sztafecie 4 × 100 metrów oraz odpadła w eliminacjach biegów na 100 metrów i na 200 metrów na mistrzostwach Europy w 1974 w Rzymie. Zajęła 5. miejsce w finale biegu na 60 metrów na halowych mistrzostwach Europy w 1976 w Monachium. Na igrzyskach olimpijskich w 1976 w Montrealu odpadła w ćwierćfinale biegu na 100 metrów i eliminacjach sztafety 4 × 100 metrów.
Była mistrzynią Francji w biegu na 100 metrów w latach 1968–1975 oraz w biegu na 200 metrów w latach 1967 i 1969–1973, wicemistrzynią w biegu na 100 metrów w 1965, 1967 i 1976 oraz w biegu na 200 metrów w 1966 i 1968, a także brązową medalistką w biegu na 100 metrów w 1966 i w biegu na 200 metrów w 1965. W hali była mistrzynią Francji w biegu na 50 metrów w 1972, a w biegu na 60 metrów była mistrzynią w 1973, 1975 i 1976 oraz wicemistrzynią w 1974.
Dwukrotnie poprawiała rekord Francji w biegu na 100 metrów do czasu 11,1 s (14 czerwca 1972 w Berlinie), a w biegu na 200 metrów w 1968 poprawiła rekord swego kraju na 23,6 s. zaś 14 czerwca 1972 w Berlinie wyrównała go wynikiem 23,0 s (wcześniej osiągniętym przez Nicole Pani). Wielokrotnie poprawiała rekord Francji w sztafecie 4 × 100 metrów do rezultatu 43,95 s (30 lipca 1976 w Montrealu).